# Giv
Giv är ett begrepp inom kortspel som används i tre något olika betydelser.
1. Giv kan betyda omgång, dvs. momentet från det att korten delas ut tills man spelat färdigt med dessa kort. De flesta kortspel spelas som flera givar efter varandra. Detta begrepp används framförallt i sticktagningsspel.
2. Giv kan även förstås som utdelningen av kort i varje omgång.[1]
3. Giv kan också syfta på den person som blandar och delar ut korten inför varje omgång. I alla västerländska kortspel är det en standardregel att man turas om att vara giv och att denna turordning vandrar medsols. I poker använder man ofta en s.k. "knapp" för att lättare hålla reda på vem som är giv för den aktuella omgången. I många pokerspel påverkar nämligen knappens läge i vilken ordning spelarna måste avge sina bud. Den som övertar givens uppgifter på ett kasino kallas dealer eller croupier.